# Голубєв Сергій Васильович
Сергій Васильович Голубєв (нар. 14 січня 1923, село Абакша (тепер — у межах міста Барнаула), Алтайський край, Російська Федерація — 8 листопада 2007, Москва) — генерал-полковник Радянської армії, Герой Радянського Союзу (1945), заслужений військовий льотчик СРСР (1972), доктор філософських наук. Депутат Верховної Ради УРСР 8-го скликання (у 1971—1975 роках). Депутат Верховної Ради Латвійської РСР 9-го скликання (у 1975—1980 роках). Член Центрального Комітету Комуністичної партії Латвії у 1976—1981 роках.

## Біографія
Народився у селі Абакша Павловської волості Барнаульського повіту Алтайської губернії (тепер не існує; територія Ленінського району міста Барнаул, Алтайський край) у родині селянина. У 1939 році закінчив дев'ять класів школи, а у 1940 році — курси бухгалтерів і Барнаульський аероклуб.
У листопаді 1940 року був призваний на службу в Робітничо-селянську Червону армію. У червні 1941 року закінчив Омську військову авіаційну школу льотчиків, після чого був льотчиком-інструктором Кемеровської військової авіаційної школи льотчиків.
З листопада 1941 року — на фронтах німецько-радянської війни. У грудні 1941 — травні 1942 року — льотчик 674-го легко-бомбардувального авіаційного полку (Північно-Західний фронт). 30 грудня 1941 року був поранений в повітряному бою. У травні — вересні 1942 року пройшов перенавчання в 3-му окремому навчально-тренувальному авіаційному полку Московського військового округу. У вересні 1942 — травні 1943 — командир ланки і заступник командира авіаескадрильї 606-го штурмового авіаційного полку, у травні — листопаді 1943 року — заступник командира авіаескадрильї 61-го (з лютого 1944 року — 165-го гвардійського) штурмового авіаційного полку.
У травні 1944 року закінчив Полтавську вищу офіцерську школу штурманів (місто Краснодар). У червні — серпні 1944 року — штурман 165-го гвардійського штурмового авіаційного полку, з серпня 1944 року — штурман 167-го гвардійського штурмового авіаційного полку.
Брав участь у боях на Північно-Західному, Західному, Воронезькому, 1-му, 2-му і 3-му Українських фронтах. 20 серпня 1944 року в районі міста Ясси (Румунія) літак Голубєва був підбитий і вибухнув в повітрі, штурман був взятий у полон після приземлення, але через кілька днів він зумів втекти і повернутися у свою частину.
До кінця війни був штурманом 167-го гвардійського штурмового авіаполку 10-ї гвардійської штурмової авіадивізії 17-ї повітряної армії 3-го Українського фронту. За час війни здійснив 186 бойових вильотів на штурмовику «Іл-2».
Указом Президії Верховної Ради СРСР від 29 червня 1945 року за мужність і героїзм, проявлені в боях, гвардії старший лейтенант Сергій Голубєв був удостоєний високого звання Героя Радянського Союзу з врученням ордена Леніна і медалі «Золота Зірка» за номером 4979.
З травня по жовтень 1945 року Голубєв як колишній військовополонений перебував у фільтраційному таборі під Уфою, а потім продовжив службу в Радянській армії. До липня 1953 року продовжував службу у ВПС штурманом полку, помічником командира полку із льотної частини і заступником командира в штурмових авіаполках Закавказького військового округу.
У 1956 році закінчив командний факультет Військово-повітряної академії у Моніно. Служив командиром бомбардувальних авіаполків Далекосхідного військового округу. У 1958—1959 роках — заступник командира 52-ї бомбардувальної авіаційної дивізії Далекосхідного військового округу (острів Сахалін), у 1959—1960 роках — заступник командира із льотної підготовки і 1-й заступник командира 34-ї бомбардувальної авіаційної дивізії Далекосхідного військового округу.
У 1960—1961 — 1-й заступник і заступник командира 157-ї бомбардувальної авіаційної дивізії Білоруського військового округу (місто Щучин Гродненської області Білоруської РСР).
У 1963 році закінчив Військову академію Генерального штабу СРСР. З 1963 року — заступник начальника із льотно-методичної і навчальної роботи, а в 1965—1966 роках — заступник начальника 4-го Центру бойового застосування і перенавчання льотного складу ВПС (місто Липецьк).
У 1966—1967 роках — заступник командувача авіації Південної групи військ (штаб — в місті Будапешті, Угорщина). З 1967 року — 1-й заступник командувача, а в травні 1971 — травні 1973 року — командувач 36-ї повітряної армії Південної групи військ СРСР (штаб — у місті Будапешті, Угорщина).
У травні 1973 — грудні 1977 року — командувач 15-ї повітряної армії Прибалтійського військового округу (штаб — у місті Рига, Латвія), у грудні 1977 — березні 1979 року — командувач Військово-повітряних сил (ВПС) Прибалтійського військового округу (штаб —у місті Рига).
У березні 1979 — жовтні 1984 року — заступник Головнокомандувача ВПС СРСР із бойової підготовки. У жовтні 1984 — травні 1988 року — командувач ВПС — заступник Головнокомандувача військ Західного напряму (штаб — місто Легніца, Польща).
У листопаді 1988 року в званні генерал-полковника авіації вийшов у відставку. Проживав у Москві, керував благодійним фондом Героїв Радянського Союзу «Золота Зірка». Помер 8 листопада 2007 року, похований на Троєкуровському кладовищі Москви.

## Звання
- Сержант (2 червня 1941)
- Старшина (1942)
- Молодший лейтенант (19 лютого 1942)
- Лейтенант (16 липня 1943)
- Старший лейтенант (14 жовтня 1942)
- Капітан (12 січня 1945)
- Майор (20 квітня 1949)
- Підполковник (20 грудня 1952)
- Полковник (30 грудня 1956)
- Генерал-майор авіації (19 лютого 1968)
- Генерал-лейтенант авіації (2 листопада 1972)
- Генерал-полковник авіації (30 жовтня 1978)

## Нагороди
- Герой Радянського Союзу (29.06.1945)
- орден Леніна (29.06.1945)
- три ордени Червоного Прапора (16.03.1943; 27.08.1943; 8.08.1944)
- орден Вітчизняної війни I ст. (11.03.1985)
- два ордени Червоної Зірки (30.12.1956; 3.03.1987)
- орден «За службу Батьківщині у Збройних Силах СРСР» II ст. (4.11.1981)
- орден «За службу Батьківщині у Збройних Силах СРСР» III ст. (22.02.1977)
- орден «9 вересня 1944 року» I ст. (Болгарія) (22.01.1985)
- Медаль Жукова
- Медаль «За бойові заслуги» (15.11.1950)
- Медаль «В ознаменування 100-річчя з дня народження Володимира Ілліча Леніна»
- Медаль «За визволення Праги»
- Медаль «За перемогу над Німеччиною у Великій Вітчизняній війні 1941—1945 рр.»
- Медаль «20 років Перемоги у Великій Вітчизняній війні 1941—1945 рр.»
- Медаль «30 років Перемоги у Великій Вітчизняній війні 1941—1945 рр.»
- Медаль «40 років Перемоги у Великій Вітчизняній війні 1941—1945 рр.»
- Медаль «50 років Перемоги у Великій Вітчизняній війні 1941—1945 рр.»
- Медаль «60 років Перемоги у Великій Вітчизняній війні 1941—1945 рр.»
- Медаль «За зміцнення бойової співдружності»
- Медаль «30 років Радянської Армії і Флоту»
- Медаль «40 років Збройних Сил СРСР»
- Медаль «50 років Збройних Сил СРСР»
- Медаль «60 років Збройних Сил СРСР»
- Медаль «70 років Збройних Сил СРСР»
- Медаль «За бездоганну службу» I ст.
- Медаль «Ветеран Збройних Сил СРСР»
- Медаль «На пам'ять 850-річчя Москви»
- Медаль «100 років визволення Болгарії від османського рабства» (Болгарія)
- заслужений військовий льотчик СРСР (18.08.1972)